# Elecciones en Irán

Elecciones en República Islámica de Irán

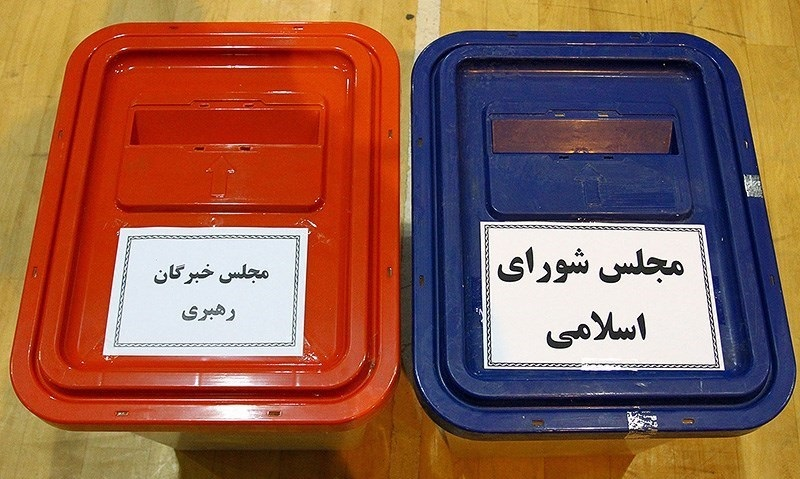
Urnas de votos en una elección parlamentaria de Irán

Tras la victoria de la Revolución islámica, el nuevo Estado, según la constitución, celebra comicios para diferentes estamentos, de tal guisa que a día de hoy todo lo elige el voto del pueblo, ya sea directa o indirectamente.
Las elecciones en Irán son supervisadas por el Consejo de Guardianes. En la actualidad y según la Constitución de la República Islámica, el Poder Ejecutivo y el Poder Legislativo son elegidos por sufragio, y el Poder Judicial es elegido por el líder supremo quien se elige por Consejo de Expertos, los cuales son elegidos por sufragio.

## Historia
Durante los Qayar
Tras la Revolución Constitucional de 1905 durante el reinado de Mozaffar al-Din Shah Qayar, Irán, a la sazón, Persia, pasa a estar regido por una constitución, y poco después se celebran las primeras elecciones. De esta manera, con la formación de un Parlamento en 1906, comienza la historia de las elecciones en Irán.
Durante los Pahlavi
En 1962, durante el reinado de Mohammad Reza Pahlavi, se aprueba la ley de asociaciones regionales y comarcales en virtud de la cual se le daba derecho a voto a la mujer y, para ser diputado, se ponía la condición de tener que ser musulmán y hacer el juramento sobre un ejemplar del Corán. Tras la oposición de los clérigos, se aprobó la ley, pero con enmiendas.
República Islámica
La estructura jurídica de la república islámica ha sido elaborada de tal manera que todas las autoridades del Estado sean elegidas por el pueblo, ya sea directa o indirectamente, siendo la única enmienda introducida en la Constitución la elevación de la edad mínima requerida para ejercer el derecho a voto, que de 15 pasó a ser de 18 años en una reforma del 2006.

## Tipos de elecciones celebradas en Irán
Elecciones en Irán entre los años 1979 y 2019
| Tipo de elección                 | Número de veces |
| -------------------------------- | --------------- |
| Presidencia del gobierno         | (12 veces)      |
| Miembros del Parlamento          | (10 veces)      |
| Concejales de ciudades y pueblos | (5 veces)       |
| Miembros del Consejo de Expertos | (5 veces)       |
| Referéndum para la Constitución  | (2 veces)       |